# Congresso Internacional da Paz

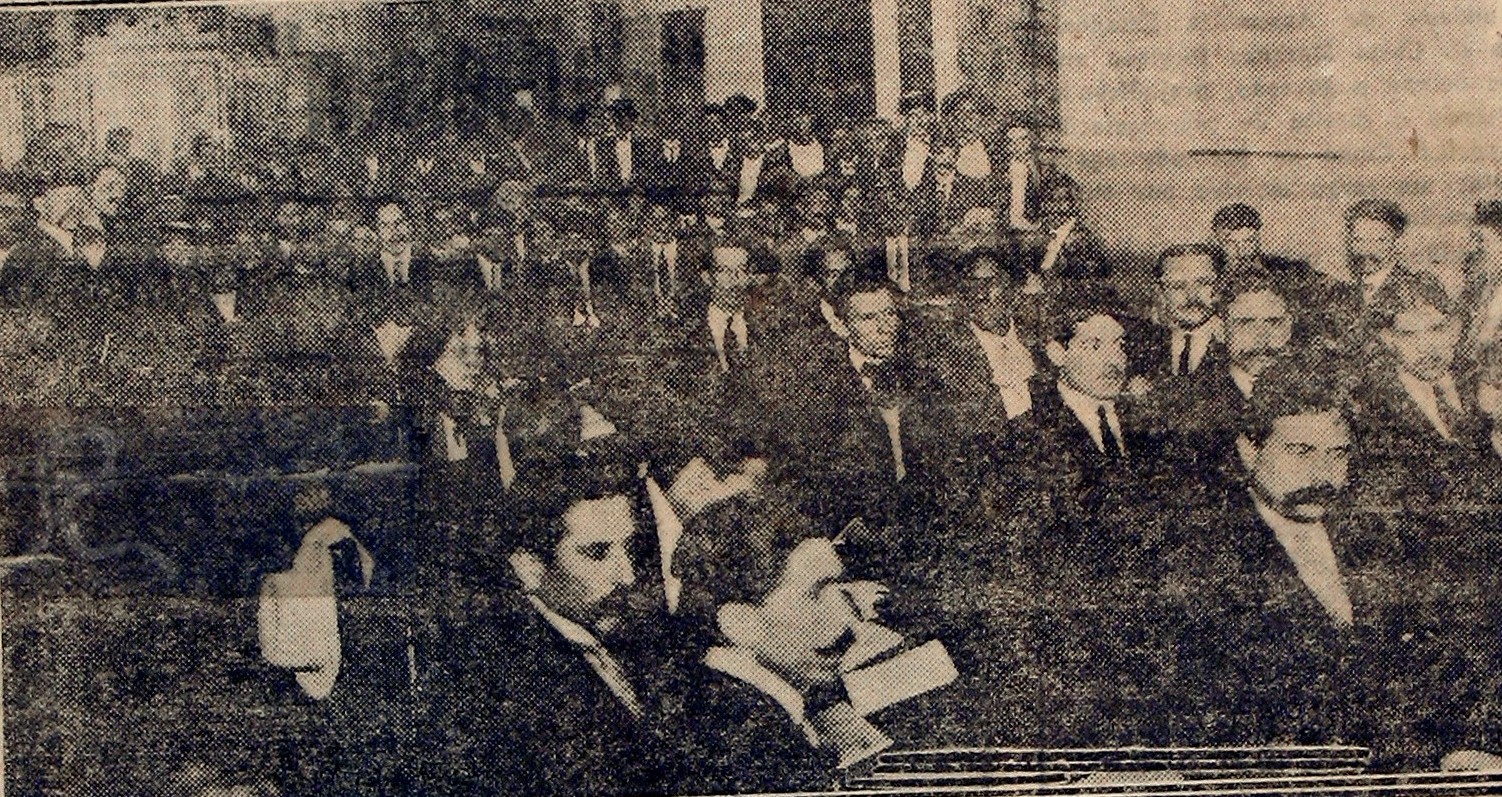
Delegados enviados ao Congresso, reunidos na sede da Federação Operária do Rio de Janeiro (FORJ).

O Congresso Internacional da Paz foi um encontro antimilitarista realizado entre os dias 14 e 16 de outubro de 1915 na cidade do Rio de Janeiro, Brasil. O congresso foi convocado pela Confederação Operária Brasileira (COB) após a proibição de um encontro homólogo que deveria ocorrer entre os dias 30 de abril e 2 de maio em El Ferrol, na Espanha. 

## Contexto
Com a eclosão da Primeira Guerra Mundial, o movimento operário e socialista europeu se dividiu entre aqueles que apoiaram os esforços de guerra de suas respectivas nações e os que sustentaram uma firme posição internacionalista e antimilitarista. A maior parte dos partidos socialistas e social-democratas da Segunda Internacional aderiram aos governos de seus países usando o nacionalismo como justificativa para aprovar os créditos de guerra, e também apoiaram uma trégua civil entre governos e sindicatos para evitar greves e convulsões sociais durante o conflito, como a Burgfrieden na Alemanha e a Union Sacrée na França. Já a maioria dos anarquistas e sindicalistas revolucionários denunciaram o caráter imperialista da guerra e insistiram no internacionalismo e na solidariedade de classe, que consideravam estar acima dos interesses defendidos pelos governos nacionais, e propunham medidas para boicotar os esforços de guerra.

## O congresso de El Ferrol
Considerando a necessidade de tomar medidas concretas contra a guerra, anarquistas e sindicalistas da Espanha trataram de organizar um congresso antimilitarista internacional. A convocatória foi lançada pelo Ateneo Obrero Sindicalista de El Ferrol em 26 de fevereiro de 1915, buscando reunir organizações operárias de diferentes países para discutir meios efetivos de se opor à guerra. A Espanha era um país neutro e o encontro ocorreria entre os dias 30 de abril de 2 de maio. A adesão de grupos e organizações dos países ibéricos ao congresso foi predominante, mas Argentina, Brasil, Itália, Inglaterra e França também deveriam enviar representantes.
Às vésperas do encontro, porém, o governo espanhol proibiu a sua realização, interceptando correspondências e expulsando de seu território os delegados estrangeiros. Delegados da Inglaterra e da França foram proibidos de saírem de seus países e as autoridades espanholas também impediram o desembarque de um delegado italiano. Contudo, alguns delegados que já se encontravam em El Ferrol se reuniram de forma clandestina no dia 29 de abril, entre os quais o português Aurélio Quintanilha, representando as Juventudes Sindicalistas de Portugal e da França, e o galego Antonio Vieytes, representando a Confederação Operária Brasileira (COB). Os delegados aprovaram a criação de um Comitê Permanente sediado em Lisboa e que deveria publicar manifestos a serem distribuídos entre os soldados dos países beligerantes, no intuito de provocar a indisciplina e a rebelião entre as tropas. Ainda deliberaram sobre a articulação de uma federação ibérica, que deveria ser o embrião de uma nova internacional operária.
Na madrugada do dia 30, agentes policiais invadiram os hotéis e prenderam os delegados portugueses, que foram embarcados em um trem e enviados à fronteira. José López Bouza, um dos organizadores do congresso, foi detido junto ao eloquente militante catalão Eusebi Carbó. Vieytes foi levado até Vigo e embarcado em um navio para o Brasil. Outro delegado da COB, João Castanheira, também foi expulso do país e chegou a ser dado como morto, gerando protestos por parte da imprensa operária. O fato foi posteriormente esclarecido quando se soube que ele estava em Portugal.
Mesmo após a expulsão e prisão de boa parte dos delegados, alguns deles ainda conseguiram se reunir e deliberaram sobre questões relativas ao movimento anarcossindicalista espanhol. Foi aprovada uma proposta de Ángel Pestaña de rearticular publicamente a Confederación Nacional del Trabajo (CNT), que naquele momento atuava de forma semiclandestina. Também decidiram tornar o periódico Solidaridad Obrera em um diário.

## O congresso do Rio de Janeiro
Ao receberem a notícia da proibição do congresso em El Ferrol, militantes operários do Brasil propuseram a realização de um evento homólogo no Rio de Janeiro. A iniciativa foi impulsionada pela COB, que no dia 29 de junho lançou um manifesto às associações operárias e grupos internacionalistas do Brasil e do exterior, convocando-os para o Congresso Internacional da Paz, que ocorreria entre os dias 14 e 16 de outubro de 1915. Astrogildo Pereira e Antonio Vieytes ficaram encarregados da organização do congresso. A presença de Vieytes acabou estabelecendo uma continuidade entre o congresso de El Ferrol e o que seria celebrado no Rio de Janeiro.

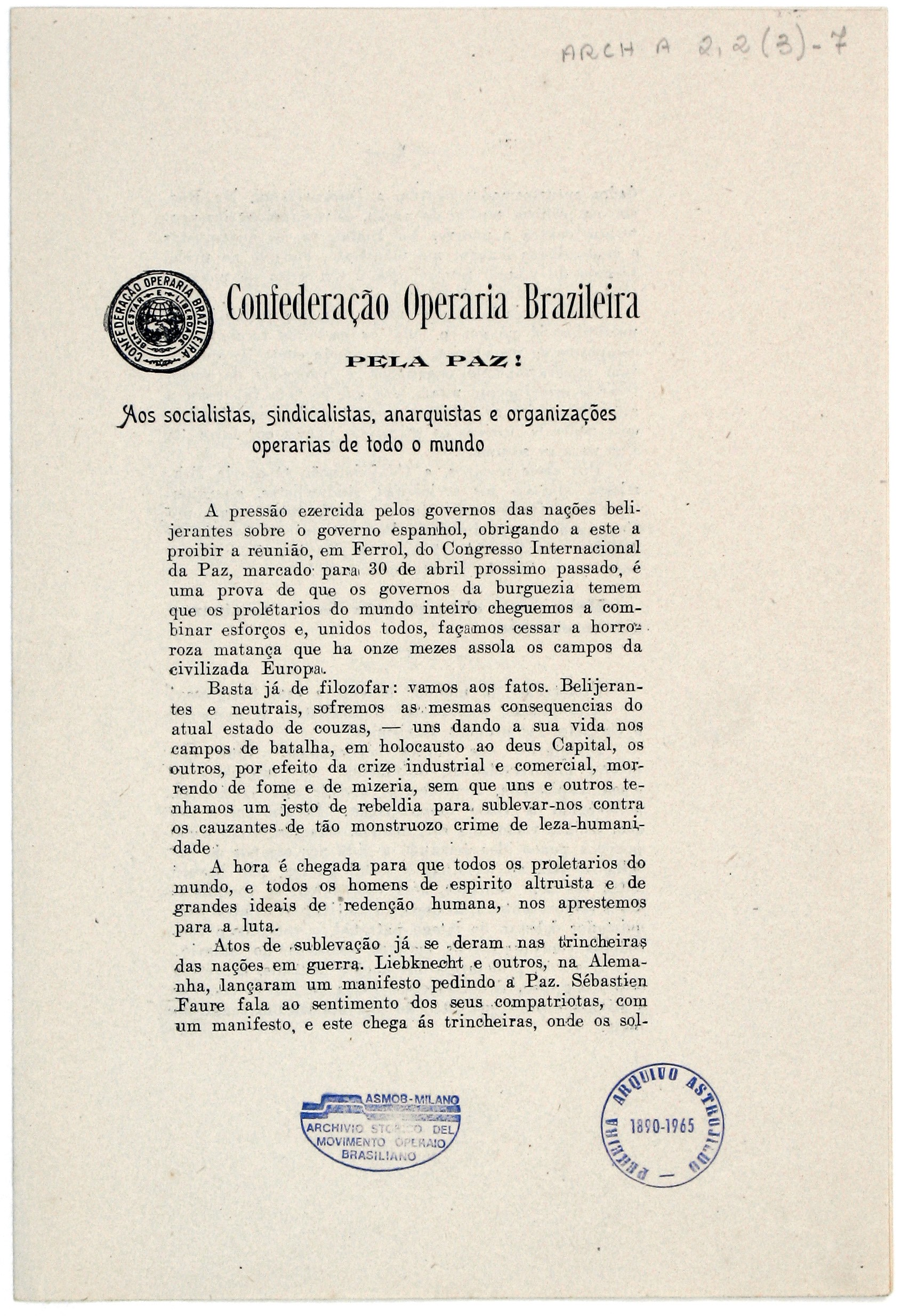
Manifesto da Confederação Operária Brasileira (COB) convocando as diversas forças do movimento operário internacional ao congresso.

A convocatória ao congresso fazia uma apelo aos diferentes grupos políticos e sindicais do mundo inteiro, visando a união das forças operárias contra a guerra:
Aos socialistas, sindicalistas, anarquistas e organizações operárias de todo o mundo. A pressão exercida pelos governos das nações beligerantes sobre o governo espanhol, obrigando a este a proibir a reunião, em Ferrol, do Congresso Internacional da Paz, marcado para 30 de abril próximo passado, é uma prova de que os governos da burguesia temem que os proletários do mundo inteiro cheguemos a combinar esforços e, unidos todos, façamos cessar a horrorosa matança que há onze meses assola os campos da civilizada Europa. Beligerantes e neutrais, sofremos as mesmas consequências do atual estado de coisas, — uns dando a sua vida nos campos de batalha, em holocausto ao deus do Capital, os outros, por efeito da crise industrial e comercial, morrendo de fome e de miséria, sem que uns e outros tenhamos um gesto de rebeldia para sublevar-nos contra os causantes de tão monstruoso crime de lesa-humanidade. A hora é chegada para que todos os proletários do mundo, e todos os homens de espírito altruísta e de grandes ideais de redenção humana, nos aprestemos para a luta. [...] Proletários do mundo: acorrei a este Congresso! Anarquistas, socialistas, sindicalistas: o momento é chegado dos grandes sacrifícios! Proletários das nações beligerantes! Antes que morrer nas trincheiras, defendendo os interesses da classe capitalista, é preferível morrer nas barricadas, defendendo a vossa emancipação.
As contingências impostas pela guerra dificultaram a vinda de delegados ao Rio de Janeiro. Contudo, o relatório da comissão organizadora informou a presença de 20 delegações do exterior, vindas da Argentina, Portugal, Itália, Espanha e Estados Unidos. Do Brasil, se fizeram presentes 25 entidades dos estados do Rio de Janeiro, São Paulo, Rio Grande do Sul, Pernambuco, Alagoas e Minas Gerais, além de algumas adesões pessoais e da imprensa. Na abertura do evento, a comissão organizadora declarou que "esta assembleia, reunida, apesar de tudo, em meio ao descalabro causado pelo monstruoso crime guerreiro, é uma prova evidente de que as aspirações e os sentimentos do proletariado revolucionário não se acham mortos nem apagados". Vieytes ressaltou o caráter internacionalista do encontro, ao afirmar que "a Confederação Operária Brasileira acordou celebrar um Congresso Internacional da Paz, não como objeto exclusivo de terminar a guerra, mas para afirmar que a Internacional dos Trabalhadores não morreu".
O congresso ocorreu na sede da Federação Operária do Rio de Janeiro (FORJ), onde os delegados presentes puderam expor seus pontos de vista sobre a guerra. Apolinario Barrera, delegado da Federação Operária Regional Argentina (FORA), considerou que se tornava "mister que o Congresso da Paz veja qual o meio a adotar para terminar com a guerra, pois que o simples pedido às nações beligerantes nada adiantaria”, sugerindo o boicote como "o meio melhor, mas assim mesmo improfícuo porque não poderia atingir a todas as nações”. Bautista V. Mansilla, também delegado da FORA, proferiu um "longo discurso antimilitarista", onde atacou a guerra e condenou a destruição das obras de arte, “como ora se tem feito na Europa, destruindo assim a obra do operário, que anônimo, faz trabalhos grandiosos, que muitas vezes batiza com seu sangue”. Florentino de Carvalho apresentou uma moção propondo uma série de medidas que poderiam ser tomadas contra a guerra, entre as quais: a propaganda em favor de uma greve geral de protesto contra a guerra; o boicote e a sabotagem contra as empresas e os patrões que contribuíssem para a manutenção da guerra; manifestações contra as embaixadas, legações ou consulados dos países em conflito; declarar oposição aos "princípios estatais" e à todas as religiões e seitas, incluindo o catolicismo, o positivismo e a maçonaria; banir "do seio da humanidade" todas as doutrinas que defendem ou toleram o "regime de desigualdade social e da guerra". A moção de Florentinho de Carvalho gerou intenso debate até ser aprovada por unanimidade no dia 16 de outubro. Assim, o congresso concluiu que "só do proletariado poderá partir uma ação decisiva contra a guerra, por se ele que proporciona os elementos necessários aos conflitos bélicos, fabricando todos os instrumentos de destruição e morte e fornecendo o elemento humano para servir de carne para canhão", e que caberia ao movimento operário responder à guerra com a greve geral revolucionária, o boicote e a sabotagem contra os elementos que contribuíam para sustentá-la. A necessidade de uma propaganda sistemática contra o nacionalismo, o militarismo e o capitalismo, "cujo regime é o causador principal das guerras", também foi reforçada. O congresso também deliberou pela criação de um Comitê de Relações Internacionais, que seria sediado no Rio de Janeiro e teria como objetivo a formação de uma confederação sindical sul-americana, buscando a criação de uma associação mundial de trabalhadores.
No dia 17 de outubro, após o fim do congresso, os operários realizaram um grande comício no Largo de São Francisco de Paula. A manifestação contou com a participação de oradores brasileiros, argentinos, espanhóis e portugueses. Florentino de Carvalho foi o último a discursar, proferindo palavras de ordem que refletiam as motivações do congresso: “Abaixo a guerra! Viva a solidariedade dos trabalhadores de todo o mundo! Viva a Revolução Social!”. Aproveitando a presença de militantes da Argentina e de outros estados no Rio de Janeiro, os anarquistas se reuniram entre os dias 17 e 19 de outubro na sede do Centro de Estudos Sociais e realizaram um Congresso Anarquista Sul-Americano, onde buscaram definir estratégias comuns para o contexto regional.

## Resultados
O Congresso Internacional da Paz contribuiu para reforçar os laços solidários entre as diversas organizações classistas e revolucionárias do mundo, em especial aquelas da América do Sul e da Península Ibérica. Suas resoluções, porém, tiveram pouco efeito prático. Portugal entrou na guerra em março de 1916, impedindo o funcionamento do Comitê Permanente estabelecido após o encontro de El Ferrol. Em outubro de 1917, o Brasil também anunciou sua entrada no conflito. A declaração de guerra foi seguida por um estado de sítio e as autoridades fecharam diversas organizações operárias. Os intentos de organização internacional dos anarquistas e sindicalistas ibéricos e sul-americanos progrediram apenas após o fim da Primeira Guerra Mundial, com a fundação da Federação Anarquista Ibérica (FAI) em 1927 e da Asociación Continental Americana de Trabajadores (ACAT) em 1929.

## Repercussão
As reuniões e manifestações dos trabalhadores durante o congresso foram bem registradas pela imprensa da época. O Jornal do Brasil cobriu os três dias do encontro, publicando discursos, moções e representações. Também o periódico A Época, do Rio de Janeiro, registrou o evento em suas páginas. Os periódicos anarquistas e socialistas do Brasil e do exterior repercutiram o encontro de forma positiva. O semanário anarquista Na Baricada afirmou que o congresso "foi um fato acima da expectativa" que demonstrou que o “pendão do internacionalismo continuava sendo empunhado pelo proletariado”. O diário anarquista La Protesta, de Buenos Aires, publicou em sua primeira página uma crônica com uma avaliação positiva do evento, enquanto o jornal socialista italiano Avanti! estampou a reportagem “Per um congresso a Rio in favore della pace”.